# جو إف. إدواردز
جو إف. إدواردز (بالإنجليزية: Joe F. Edwards Jr.)‏ (و. 1958  م) هو ضابط، ورائد فضاء، ومهندس فضاء جوي أمريكي، ولد في ريتشموند.

## التعليم
تعلم في جامعة تينيسي، وكلية الطيارين الاختباريين البحرية الأمريكية ‏.

## ريادة الفضاء
شارك في المهمات الفضائية:
- STS-89.

## الخدمة العسكرية
خدم في بحرية الولايات المتحدة.

## جوائز
حصل على جوائز منها:
- صليب الطيران المتميز
- نوط الجو.